# فاليري بيتيس
فاليري بيتيس (بالإنجليزية: Valerie Bettis) هي مصممة رقص وممثلة أمريكية، ولدت في 20 ديسمبر 1919 في هيوستن في الولايات المتحدة، وتوفيت في 26 سبتمبر 1982 في نيويورك في الولايات المتحدة. من الجوائز التي نالتها جائزة المسرح العالمي سنة 1948.

## جوائز
- جائزة المسرح العالمي (1948)

## وصلات خارجية
- فاليري بيتيس على موقع IMDb (الإنجليزية)
- فاليري بيتيس على موقع ألو سيني (الفرنسية)
- فاليري بيتيس على موقع ميوزك برينز (الإنجليزية)
- فاليري بيتيس على موقع أول موفي (الإنجليزية)
- فاليري بيتيس على موقع قاعدة بيانات برودواي على الإنترنت (الإنجليزية)
- فاليري بيتيس على موقع قاعدة بيانات الفيلم (الإنجليزية)
- فاليري بيتيس على موقع كينوبويسك (الروسية)